# تيوب لايت (فلم)
تيوب لايت هو فيلم درامي هندي صدر يوم 23 يونيو عام 2017م، من بطولة النجم سلمان خان وشقيقه سهيل خان، من كتابة وإخراج كبير خان. وتدور أحداث الفيلم حول الحرب بين الهند والصين عام 1962م.وهذا الفيلم مأخوذ عن الفيلم الأمريكي (little boy).

## القصة
تحدت هذا الفيلم عن (لاكشمان) (سلمان خان في دور استثنائي واساسي) وهو شاب ذوي قدرة عقلية ضعيفة مع اخاه الصغير (بهارات) الذي يتميز بالقوة لكن في مرة من الايام اتى مجموعة من الجنود قصد تنظيم حملة لاختيار الشباب للتدريب والتوجه نحو ساحة المعركة لأن الهند كانت في ذلك الوقت تمر من وقت ضعفٍ اثناء الحرب ضد الصين، تم اختيار (بهارات) كجندي إلا ان (لاكشمان) لم يتم اختياره نظرا لقدرته العقلية الضعيفة عند توجه (بهارات)نحو المعركة تعرض لهجوم من طرف الجنود الصنيين مما ادى لاعتقاله الا ان اخاه كان على ايمان بعودته بدا ذلك عندما اتى ساحر إلى قرية (لاكشمان) لتنفيذ خدع سحرية فطلب من شخص شجاع المساعدة في ذلك فطلب منه الصعود للمسرح الا ان الناس كانوا يسخرون منه لكنه قام بذلك حيث حرك قنينة بدون لمسها كونه يحمل فوة داخلية كبيرة تسمى (الايمان) سعى جاهدا من اجل كسبها حيث قام بكل النصائح الموجهة له من طرف عمه التي اكتسبها من مدونة السيد (غاندي) وكانت اولها مصادقة العدو حيت صادق صينيا ساعده في نصائحه الا انه كان يتلقى السخرية دائما بسبب مصادقته للصيني لكنه لم يفقد ثقته وايمانه بنفسه قط في يوم حرك الجبال وذلك بسبب السخرية حيث تجمد كل الناس خوفا، وكان يسأل عن اخيه كل يوم في المعسكر لما راود ضابط المعسكر ماجرى طلبمن (لاكشمان)مستهزأُ لكن (لاكشمان)فعل ذلك وأوقف الحرب إلا ان اخاه لم يرجع وصدق انه مات، لكن في الاخير اخاه عاد إليه.
في بلدة صغيرة خلابة في شمال الهند، يعيش لاكشمان (سلمان خان) المعروف بين أصدقائه أنه بطيء الفهم، لذلك يطلق عليه أصدقاؤه اسم «تيوب لايت»، وهو المصباح الذي يأخذ وقتًا حتى ينير.
علاقة لاكشمان بأخيه بهارات (bharat) وطيدة جدآ ودائما ما يدافع عنه ضد المتنمرين ويعاقبهم.
لكن عالم لاكشمان يتحطم، لأن الجيش الهندي قرر جمع الشبان وتدريبهم وإلحاقهم بالجيش من أجل خوض الحرب ضد الصين ويُستدعى «بهارات» للجيش، ويحزن لاكشمان. الأخبار من الحدود تزداد سوءاً، والتوتر يزداد وعندما يري لاكشمان جثث القتلى يقرر الذهاب لإنقاذ شقيقه وأيضاً إيقاف هذا الصراع الأليم.

## طاقم التمثيل
- سلمان خان (لاكشمان سينج بيتش)
- سهيل خان (بهارات سينج بيتش)
- أوم بورى (بانى تشاشا)
- ماتين راى تانجو (جوو وان جو)
- زهو زهو (السيدة لى لينغ)
- محمد زيشان أيوب (ناريان)
- يشبال شارما (الرائد: راجبير توكاس)
- بريندرا كالا (مالك المتجر)
- ايشا تالور (مايا)
- شاروخ خان: في ظهور خاص (الساحر جوجا)
- جاسون دي سوزا (لاكشمان الصغير«ستة أعوام»)
- ميتانش لولا (لاكشمان الصغير«12 عام»)
- مات كرامر (الأب فريدريك)
- نيراج خيتاربال (معلم لاكشمان)
- قابيل شارما (والد شارما)
- ريكي باتيل (بهارات الصغير«ستة أعوام»)
- أبهيكالب غاغديكار (ناريان الصغير)
- كامليش شاه (غانديجي)
- ففيك باندي (صاحب ناريان1)
- أمارناث فيرما (صاحب ناريان2)
- نفديب تومار (جكو)
- أميت سينج (بان سينج)
- كاران مان (جندي هندي1)
- كيشان جوجلر (مطلق النار)
- فارون كولكارني (مذيع عرض)
- جهان ياداف (جندي هندي2)
- ألوك جاجديكار (رجل الاتصال)
- سونيل أوبال (مالك دابا)
- نارندرا خاتري (نادل دابا)
- كومود جوهري (جار لاكشمان)
- مانديب سينغ راثور (الجندي الهندي3)
- شيان هو لياو (الجندي الصيني1)
- توماس تشن (الجندي الصيني2)
- ثوتان جومبو (الجندي الصيني3)
- سوراج شيتي (الجندي الصيني4)
- راكيش ثاكور (الجندي الصيني5)
- تشامب ثابا (الجندي الصيني6)
- أكاش (الجندي الصيني7)
- بهارات (باندي تجي)
- سامبات مولراج رامداس (الرجل العجوز)
- أروش ناند (الفتي الضاحك1)
- هارميندر سينج (الفتي الضاحك2)
- ليو تشينغ (جد جيو)
- أشوك كومار جا (قائد فصيلة)
- كمال سينغ (جندي فصيلة 1)
- أبهيلاش تشودري (جندي فصيلة 2)
- شاران ماكر (طبيب الجيش)
- أتول شوكلا (مقيم في جاغاتبور1)
- أتول راج (مقيم في جاغاتبور2)
- داليب جولاتي (مقيم في جاغاتبور3)
- سوشيل رامان (مقيم في جاغاتبور4)
- اكشاي شارما (مقيم في جاغاتبور5)
- كريشناكالي جانجولي (مقيمة في جاغاتبور6)
- كريتي مهرا (مقيم في جاغاتبور7)
- بريتي سينغ (مقيمة في جاغاتبور8)
- أفاني سينغ (مقيم في جاغاتبور9)
- مانيكا سارين (مقيمة في جاغاتبور10)

## الموسيقى
قام بريتام بإخراج الموسيقى للفيلم الذي يتضمن:
| الرقم | الأغنية              | المغني                    |
| ----- | -------------------- | ------------------------- |
| 1     | Radio song           | كمال خان، أميت ميشرا      |
| 2     | Naach meri jaan      | كمال خان، ناكاش عزيز، ديف |
| 3     | Tinka Tinka Dil Mera | راهات فاتح علي خان        |
| 4     | Main Agar            | عاطف أسلام                |
| 5     | Kuch Nahi            | جافد علي                  |

## الإيرادات
حقّق الفيلم في أول أيامه (الجمعة) 21.15 كرور وهو رقم قليل نوعاً ما بالنسبة لأفلام سلمان خان التي تصدر في العيد منذ 2012م، وفي ثاني أيامه، حقق الفيلم 21.17 كرور، ليحقق الفيلم في النهاية إجمالي إيرادات يساوي 207.9
142 كرور.

## روابط خارجية
- مقالات تستعمل روابط فنية بلا صلة مع ويكي بيانات